# 1785 en France
Chronologie de la France
- 1781
- 1782
- 1783
- 1784
- 1785
- 1786
- 1787
- 1788
- 1789

Cette page concerne l’année 1785 du calendrier grégorien.

## Événements
- 7 janvier : l’aéronaute français Jean-Pierre François Blanchard effectue la première traversée de la Manche de Douvres à Calais en ballon[1].
- 23 janvier : le projet de Claude Nicolas Ledoux pour la construction du mur des Fermiers généraux autour de Paris, conçu par chimiste et fermier général Lavoisier contre la contrebande, est approuvé par le conseil du roi[2].
- Janvier : emprunt de 6 millions sur les États de Bretagne[3].

- 27 mars : naissance du duc de Normandie, futur Louis XVII[4].

- 14 avril : arrêt du Conseil pour portant établissement d’une nouvelle compagnie des Indes au capital de 20 millions de livres[3].

- 6 et 20 juin : l’assemblée du clergé accorde au roi un don gratuit ordinaire de 18 millions de livres[5].

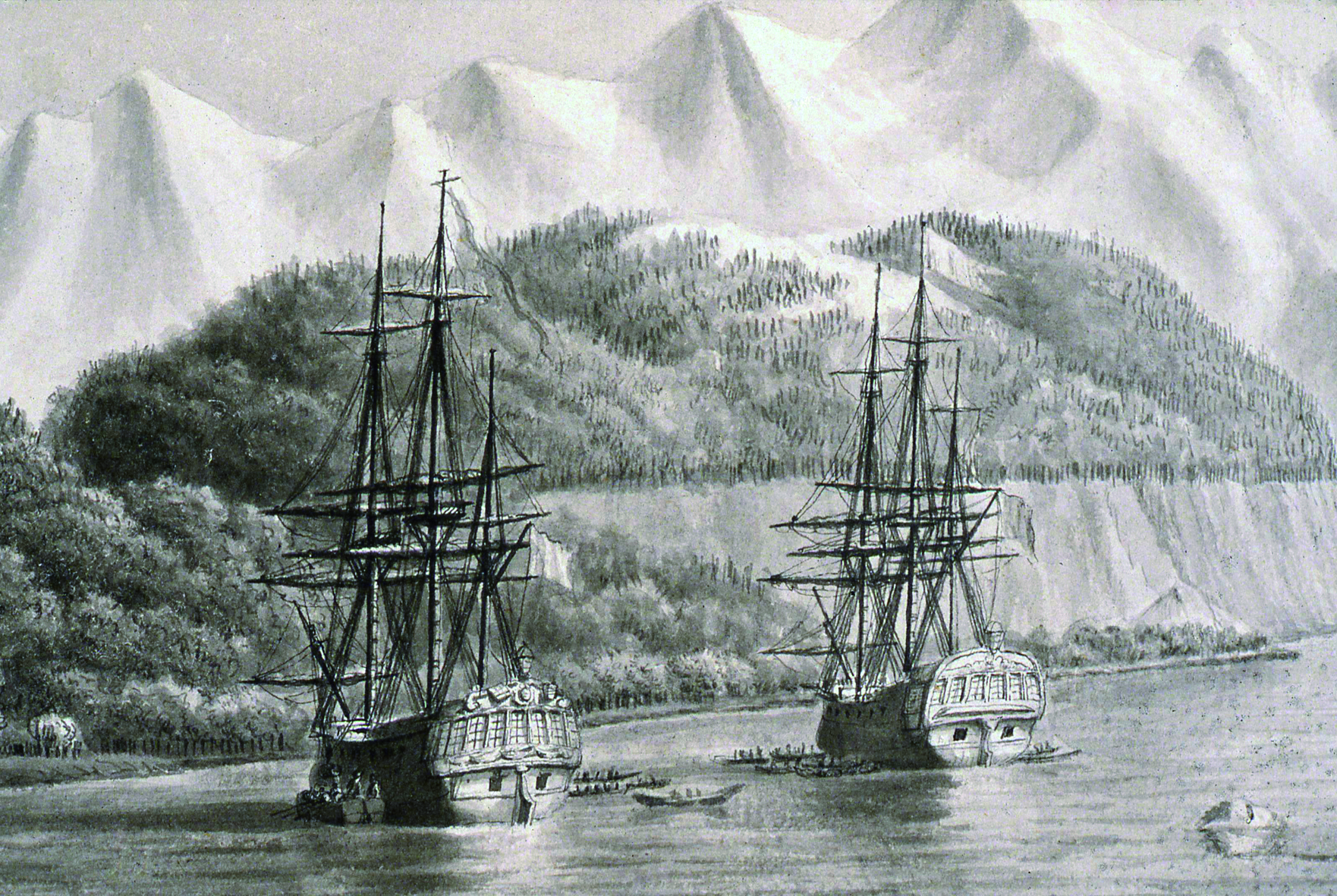
L’Astrolabe et la Boussole au mouillage probablement en Alaska en 1786. Dessin réalisé lors de l’expédition.

- 1er août : départ de Brest de l’expédition de La Pérouse à bord des frégates la Boussole et l’Astrolabe[6].

- 12 août : lors de la 149e assemblée plénière du Grand Orient de France sont définitivement validés les modèles pour les trois premiers grades (loge bleue) du Rite français, qui ont été établis par la Chambre des grades, créée en janvier 1782 sous l’impulsion notamment d’Alexandre Roëttiers de Montaleau[7].

- 15 août : le Cardinal de Rohan est arrêté à Paris. La comtesse de la Motte sera arrêtée quelques jours plus tard. Début de l’Affaire du collier de la reine : des escrocs parviennent à s’emparer d’un collier de 2 millions de livres en utilisant le nom de Rohan et de la reine. Le Parlement de Paris reconnaît l’innocence de la reine. Rohan est exilé[8]. L’opinion s’émeut de la somme et de l’atmosphère de corruption et de scandales à la cour.
- nuit du 20 au 21 août : à Prouilly, la famille Destouches est assassinée dans son moulin et début de l'affaire de la grande Jeannette.

- 27 août : traité d’Elissonde fixant les limites entre la France et l’Espagne dans la vallée des Aldudes[9].

- 1er septembre : Napoléon Bonaparte est nommé lieutenant en second d’artillerie après un stage à l’École royale militaire de Paris[10].
- Septembre - octobre : vendanges exceptionnelles consécutive à un été sec[11].

- 30 octobre :
  - un arrêt du conseil prescrit la refonte de la monnaie d’or, qui rapporte 3 millions de livres[3].
  - Napoléon Bonaparte, affecté à Valence au régiment de La Fère, qui fait partie du Corps royal d’artillerie, quitte Paris avec son camarade Alexandre des Mazis[12].

- 6 novembre : Gabriel Cortois de Pressigny est nommé évêque de Saint-Malo[13]. Il le reste jusqu’à sa démission le 19 septembre 1801.
- 10 novembre : traité d'alliance défensive avec les Provinces-Unies.
- 13 novembre : un arrêt du conseil permet aux fabricants étrangers de s’établir dans le Royaume[3].
- 20 novembre : un arrêt du conseil sépare la poste aux lettres de celle des relais de poste et de messagerie[14].

- 11 décembre : première coulée de fonte au coke des forges du Creusot, fondées par Ignace Wendel avec l’aide technique de William Wilkinson[15].
- Décembre : édit créant un emprunt de 80 millions[3].

## Naissances en 1785
- 10 février : Claude Louis Marie Henri Navier, ingénieur français théoricien de la mécanique des fluides († 21 août 1835)
- 27 mars : Louis Charles de France, duc de Normandie puis dauphin de France (Louis XVII).
- 21 avril : Charles de Flahaut, diplomate français.
- 26 avril : Jean-Jacques Audubon, naturaliste.

## Décès en 1785

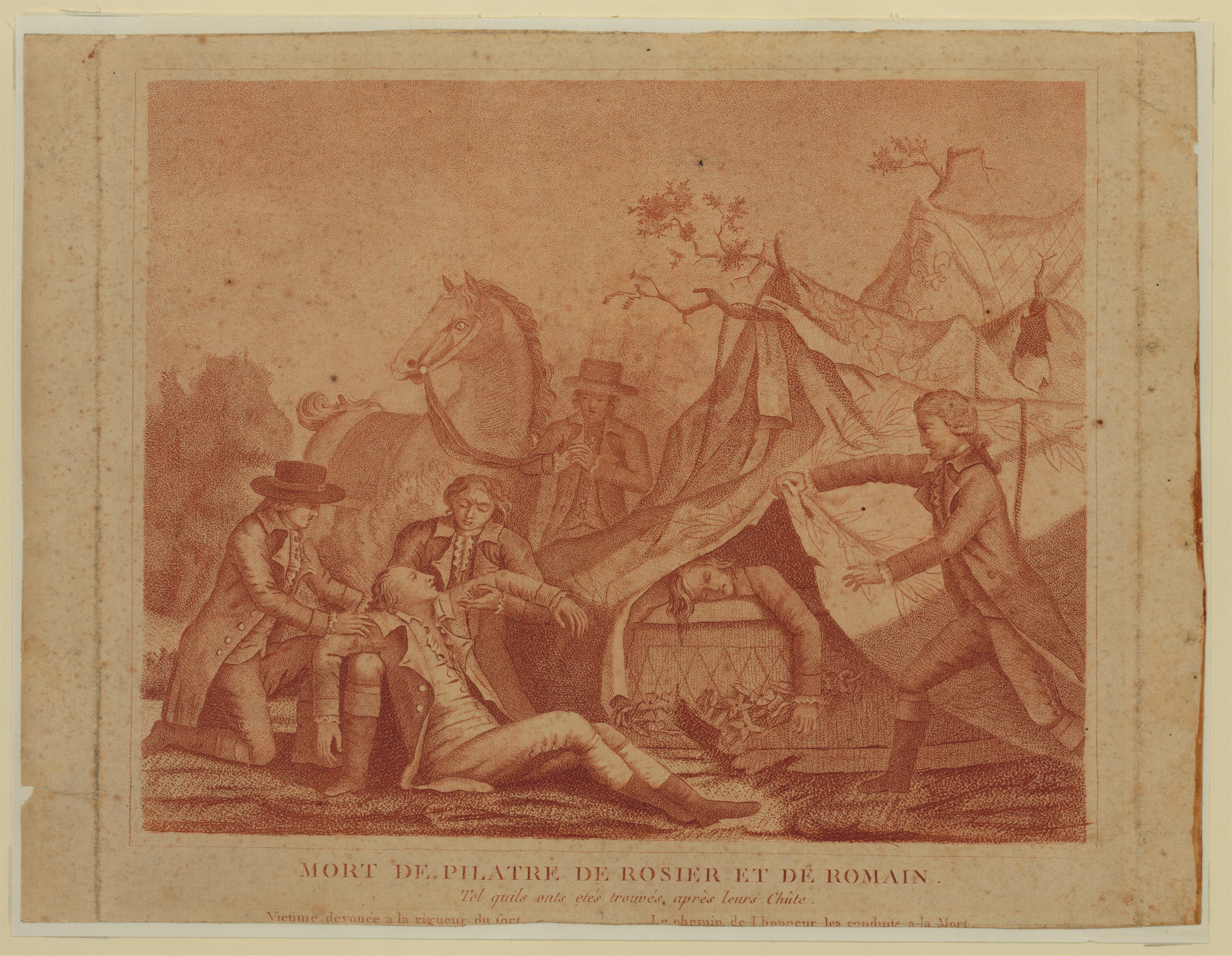
15 juin : mort de Jean-François Pilâtre de Rozier

- 2 avril : Gabriel Bonnot de Mably, moraliste, historien et économiste français (Grenoble, 1709-Paris, 1785).
- 8 mai : Étienne François, duc de Choiseul, à Paris (1719-1785).
- 15 juin : Jean-François Pilâtre de Rozier et Pierre-Ange Romain, aérostiers français dans l'incendie accidentel de leur ballon dirigeable.
- 15 octobre : Antoine-Joseph des Laurents, évêque de Saint-Malo de 1767 à 1785.